# Pavillon de Muire
Le pavillon de Muire est un monument situé au no 1 rue Linguet à Reims.

## Historique
Connu comme Maison Monsieur de Muyre, des Petits-Pâtés, des Gros-Pâtés. L'abbé Cerf en faisait une description : "en face l'ancien hôtel des Monnaies, l' escu de France, rue Linguet, on retrouve une maison du XVIe siècle. l'aile du bâtiment qui tient l'ancienne commanderie, occupée par M. Werlé, est arrondie comme une tour. Le premier étage est en pierre de taille sculptée de manière à former un carrelage dont toutes les pièces ont six angles. Le peuple traduisit sans doute en son langage cet appareil de pierre, car la maison fut depuis connue sous le nom de maison des Petits-Pâtés, ainsi que la rue. Sous la plinthe qui sépare le premier étage du second est remplie par une suite d'enroulements ou postes inclinés. L'encadrement des fenêtres en pierre est orné de grecques et de pierre de diamant".

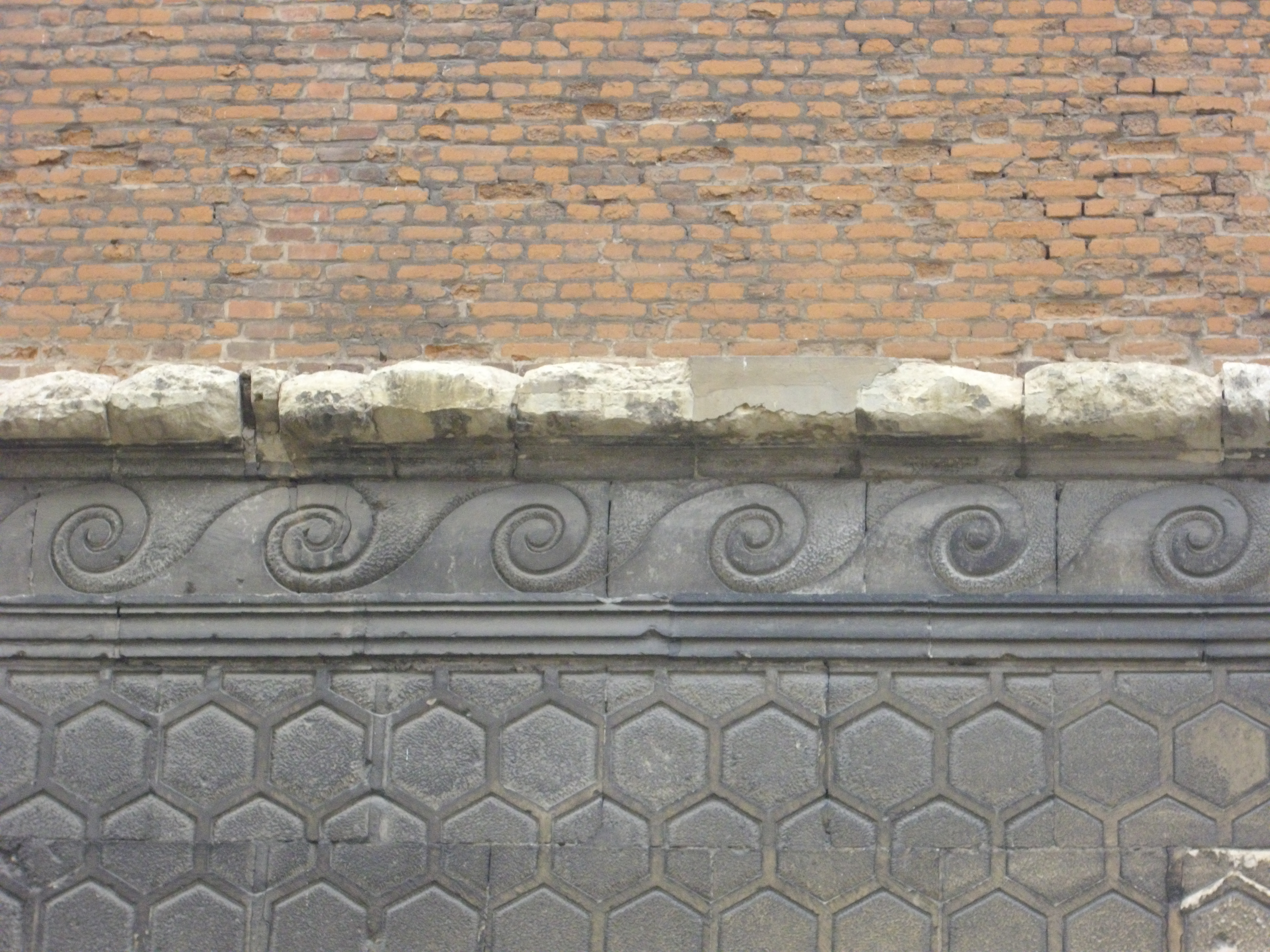
Détail de la façade.

Le pavillon de Muire est de l'un des rares vestiges de l'architecture Renaissance dans la cité des sacres. Il a été construit en 1565 par Nicolas de Pâris seigneur de Muire.

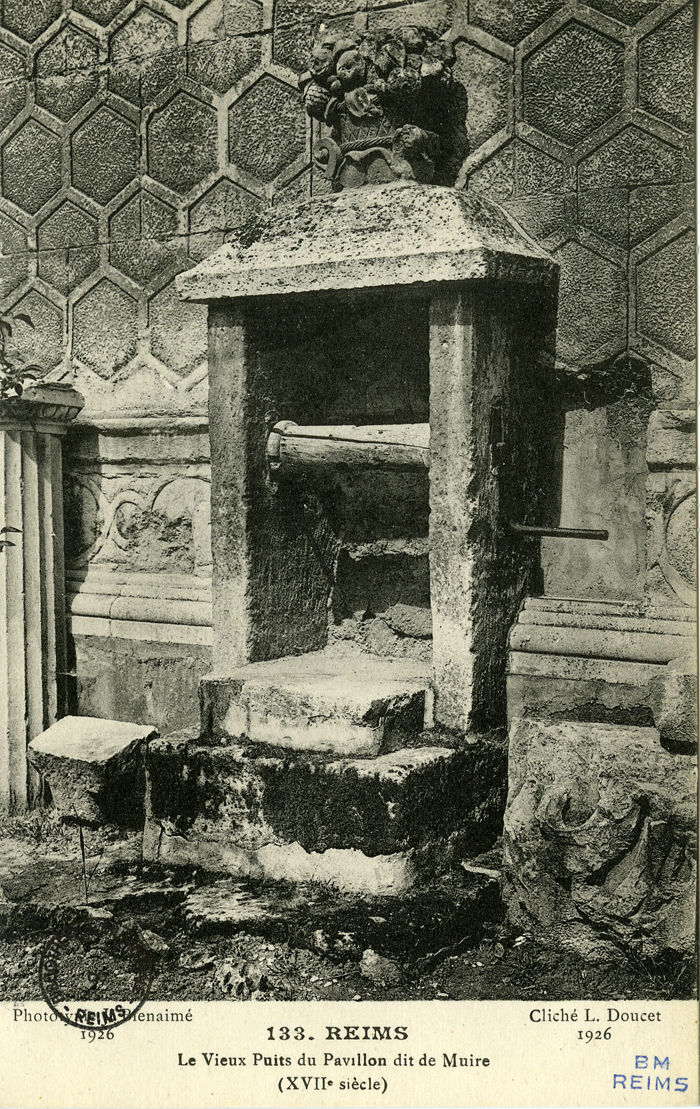
Le puits accolé au mur.
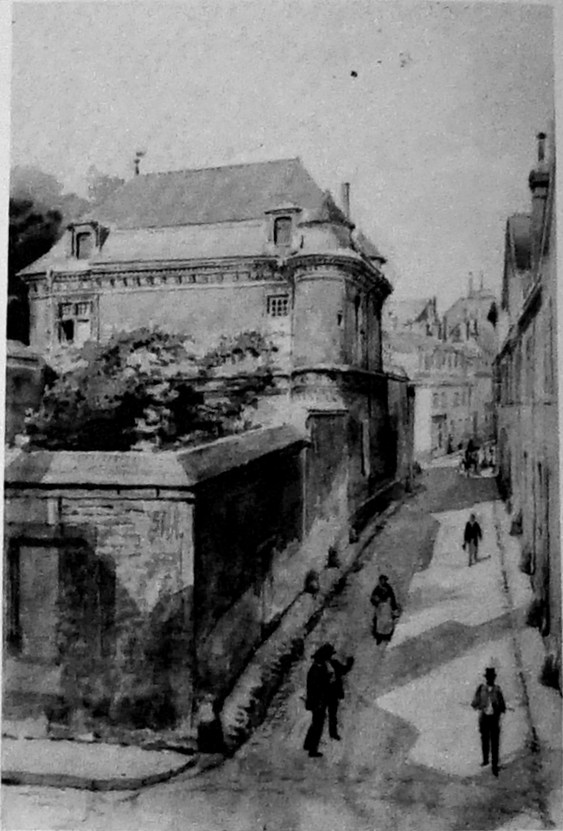
Début XXe siècle par Eugène Auger.

Il fait partie de la propriété de l'Hôtel du Marc. C'est Édouard Werlé qui a acheté le pavillon de Muire en 1846 pour la maison Clicquot, dans le but d'utiliser les caves sous le pavillon. Il appartient encore aujourd'hui à la maison de Champagne Veuve Cliquot Ponsardin, du groupe LVMH.
Le pavillon est classé monument historique par un arrêté du 15 mai 1920.